# Jón Ásgeir Jóhannesson
Jón Ásgeir Jóhannesson, född 27 januari 1968 i Reykjavik, är en isländsk affärsman.
Jón Ásgeir Jóhannesson startade tillsammans med sin far Jóhannes Jónsson 1989 livsmedelsbutiken Bónus i Reykavik. Företaget, som växte snabbt till en detaljhandelskedja, köptes 1992 till häften av Islands största detaljhandelsföretag Hagkaup. De två företagen slogs samman 1999 under namnet Baugur med Jón Ásgeir Jóhannesson som verkställande direktör.
År 2007 dömdes Jón Ásgeir Jóhannesson till tre månaders fängelse för bokföringsbrott samt yrkesförbud för deltagande i ledningen för företaget under tre års tid.
Baugur, som köpte flera butikskedjor i Storbritannien och bland annat ägde gallerian SOUK i Stockholm, begärdes i konkurs i februari 2009. Jón Ásgeir Jóhannesson ägde också via investmentbolaget Stodnir 30% av affärsbanken Glitnir, vilken förstatligades till följd av finanskrisen 2008. Han är ankladad för att tillsammans med andra delägare ha plundrat Glitnirs tillgångar på ett belopp motsvarande drygt 2 miljarder USD. Stämningar har lämnats in av Glitnir till domstolar i  Reykavik, London och New York. I samband med stämningarna lämnade Jón Ásgeir Jóhannesson sina poster som ordförande i styrelsen för det brittiska livsmedelsföretaget Iceland Foods och som verkställande direktör i den brittiska varuhuskedjan House of Fraser.
Jón Ásgeir Jóhannesson bor och arbetar i London. Han är gift sedan 2007 med inredningsarkitekten Ingibjörg Pálmadóttir.